# Acanthagrion kennedii
Acanthagrion kennedii е вид насекомо от семейство Coenagrionidae. Видът е незастрашен от изчезване.

## Разпространение
Разпространен е в Бразилия, Венецуела, Панама и Тринидад и Тобаго.